# Lampàs

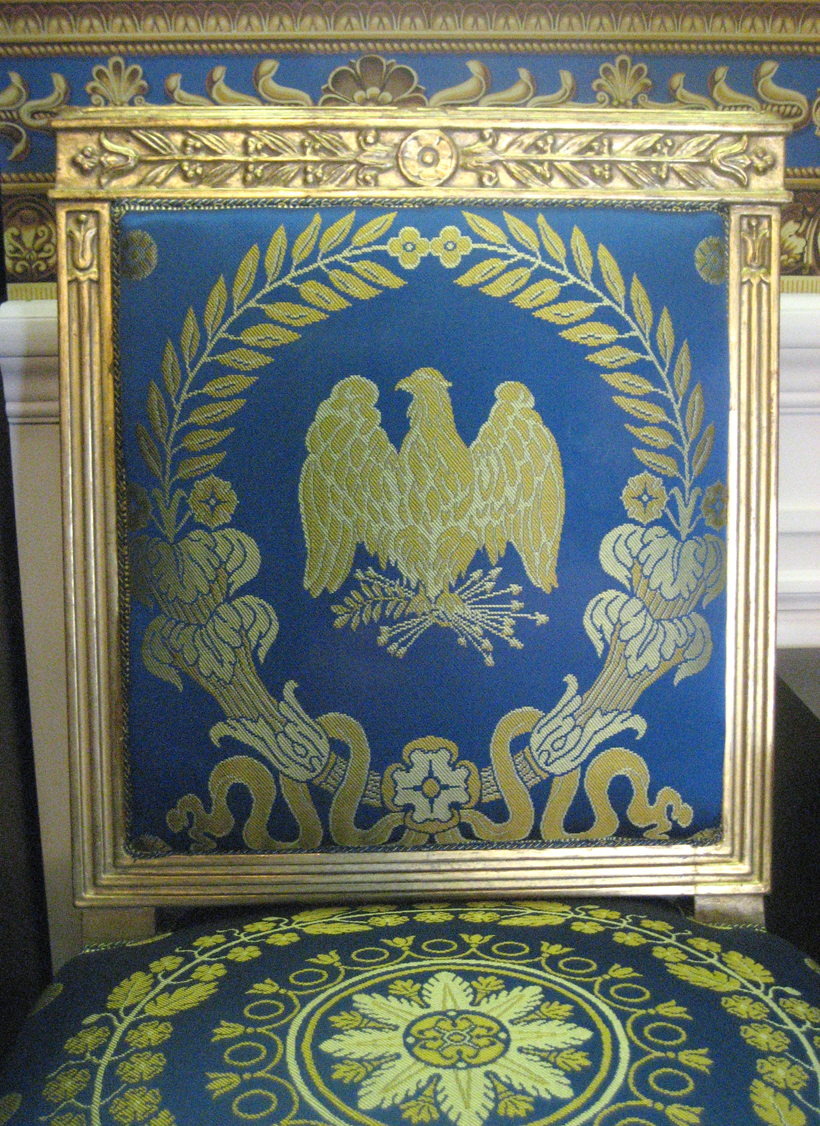
Teixit de làmpades en una tapisseria de la Casa Blanca.

El lampàs és una tela exclusivament destinada a entapissar mobles i habitacions, i també per a penjaments, que té fons de ras i dibuixos de dues trames o sigui dos colors.
Els efectes de trama que formen un teixit de punt asarjat molt sòlid i el ras del fons fet amb cinc lliços són dues circumstàncies que eviten la facilitat que el frec descompongui aquest teixit constituint-lo així en un dels més forts de la seva classe. Els seus dibuixos són de molt efecte i regularment representen flors, arabescs, medallons i llistes i estan combinats de manera que poden utilitzar-se presentant molt bon efecte per a seients i respatllers de cadires.

## Estructura
Requereix dos ordits, un per al teixit de fons, que pot ser setinat, llenç o sarja, i una enquadernació que serveix per aturar les trames que creen el disseny (ja siguin rectificades, brocades o foses). S'utilitza principalment en entapissats de cortines, cobrellits, revestiments.

## Lampàs brotxat

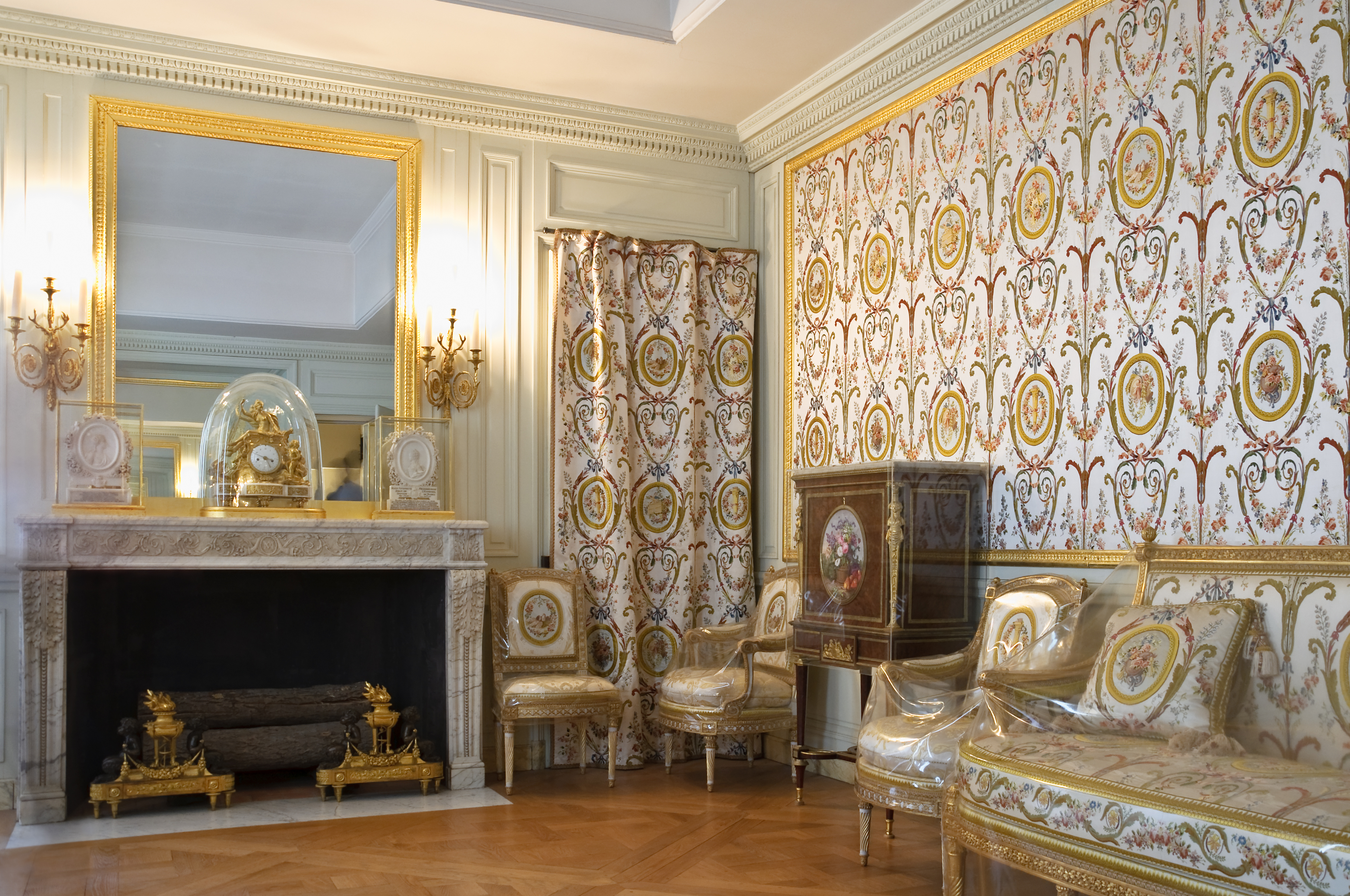
Lampàs brotxat a la sala de billar del petit departament de la reina, Palau de Versalles.

És un teixit d'iguals condicions a les de l'anterior respecte al fons però amb la circumstància de tenir al centre dels medallons o intercalats entre els arabescos, preciosos rams de flors espolinades imitant les naturals amb tanta riquesa de color que més aviat que un teixit sembla una pintura.Així mateix es combinen també entre el dibuix per al consum particular tota mena d'al·legories, com escuts d'armes i emblemes. Aquest teixit es diferencia de les antigues tapisseries en què la part brotxada és, com els altres efectes de trama, de punt asargat amb la qual cosa queda lligat d'una manera summament sòlida malgrat formar prou pel revés tan sols a la part brotxada.